# 刑務所のリタ・ヘイワース
『刑務所のリタ・ヘイワース』（けいむしょのリタ・ヘイワース、Rita Hayworth and Shawshank Redemption、直訳「リタ・ヘイワースとショーシャンクの贖い」）は、1982年に出版されたスティーヴン・キングによるアメリカ合衆国の中編小説。中編集『恐怖の四季』に、春の物語として収められている。
1994年には、フランク・ダラボン脚本・監督による映画化『ショーシャンクの空に』が公開され、第67回アカデミー賞で7部門にノミネートされた。

## あらすじ
物語は殺人の罪でショーシャンク刑務所に収監され、よろず調達屋として過ごすレッドの観点から語られる。1948年、アンディ・デュフレーンが妻とその愛人を殺した罪で、ショーシャンク刑務所に入所してくる。アンディは無実を主張していた。アンディは刑務官の節税対策をきっかけに一目おかれ、図書係に配置換えとなる。図書館はそれでまるで人気が無かったが、アンディはアンケートを取った。そこで、囚人達が本当に読みたい本（彫刻や手品などのホビーの解説本、裁判や西部劇の小説）を古本屋から仕入れることに成功し図書館は改善される。さらに所長の節税対策や投資にも関わり、刑務所内は待遇が改善されていく。
ある日、新人のトミーから事件の真相を知り、再審査の準備を進めるが、所長に妨害される。
ある嵐の夜、アンディは独房から姿を消す。彼の脱獄方法は、看守や所長、そして親友のレッドさえもが全く予想だにしないものだった。
実はアンディは、刑務所に収監されてから20年近くもの歳月をかけて、レッドに頼んで手に入れたロックハンマーで少しずつ独房の壁を掘り続けていた。壁にできた穴は、常にポスターで隠されていたため、誰にも気づかれることはなかった。
脱獄に成功したアンディは、事前に準備していたノートン所長の不正な金の流れを記した証拠を持って、銀行を巡り、不正に蓄えられた金をすべて引き出す。その証拠を新聞社に送り、所長の悪事を公にした。逮捕されそうになったノートンは、自ら命を絶つ。
仮釈放されたレッドは、社会の変化についていけず、生きる気力を失っていた。しかし、アンディが残した手紙と現金を頼りに、彼が語っていた「希望の地」であるメキシコの砂浜を目指す。

## 登場人物
アンドリュー・デュフレーン
愛称は「アンディ」。小男。やり手の銀行員であったが、妻がゴルフ選手と不倫をしており、間男と妻が殺害された容疑で捕まり、有罪となった。
ショーシャンク刑務所内で職員の確定申告や合法的な節税方法を教える代わりに所内の環境を改善していく。
非常に忍耐強く、根気のある性格で、大学では地質学を複数受講していた。そのため、石でカフスボタンや彫刻を作れる。
レッドからリタ・ヘイワースのポスターとロックハンマーを入手して脱獄を企てる。
エリス・ボイド・"レッド"・レディング
調達屋であり、所内の顔役の一人。
元は町のチンピラであり、町の富豪の娘を孕まして、その父の会社へと入社する。しかし、養父からの叱責に耐えられず、妻の車のブレーキに細工をする。事故が起こった時に妻の友人と子供がおり、殺人罪でショーシャンク刑務所に入所する。
アンディを気に入っており、彼が脱獄した後に仮釈放され、アンディの手紙を読み、メキシコのジワタネホの海に向かう。
バイロン・ハドリー主任刑務官
粗暴な男で、度々囚人へ体罰を与えている。
トミー・ウィリアムズ
アンディの妻が殺害された事件の真犯人を知っている男。
ブルックス・ヘイトレン
アンディの前の図書係。妻と子供を殺害した罪で服役している。

## 余談
恐怖の四季の秋の物語スタンド・バイ・ミー (小説)の登場人物クリスはショーシャンク刑務所を出てきたばかりの前科者に殺害されている。

## 翻案作品
1994年、フランク・ダラボン監督により 『ショーシャンクの空に』 として映画化された。公開当時は他の話題作に隠れて興行収入は芳しくなかった。第67回アカデミー賞で7部門にノミネートされ、劇場再公開やビデオフォーマット化後には高い評価を受けた。2015年には、アメリカ合衆国議会図書館によって、国立フィルム登録簿に「文化的、歴史的、芸術的に重要な映画」として保存されることが決定した。
2013年秋、本作を原作として河原雅彦演出・喜安浩平脚本で舞台化された。詳細はショーシャンクの空に#舞台版を参照。